# 콩고 중앙은행
콩고 중앙은행(프랑스어: Banque Centrale du Congo)은 콩고 민주 공화국의 중앙은행이다. 은행의 주요 사무실은 킨샤사의 라곰베에 있는 챠츠시 대령에 있다.
그 은행은 금융 포함을 촉진하기 위한 정책 개발에 참여하고 있으며 금융 포함 연합의 회원이다. 2012년 5월 5일, 콩고 민주 공화국 중앙은행은 마야 선언에 따라 재정 포함에 대한 구체적인 약속을 할 것이라고 발표했다.

## 지역 운영
중앙은행은 사하라 이남 아프리카에서 가장 큰 국가인 콩고 민주 공화국에 걸쳐 지역 지점망을 운영하고 있다. 루붐바시, 고마, 카미나, 카섬발레사, 키퀴트, 취카파, 일레보, 마타디에서 발견된다. 중앙은행이 없는 도시에서는 상업은행을 임명하여 이를 대표할 수 있으며, 신탁상은행은 리카시와 콜웨지에서 그러한 역할을 수행한다.

## 역사
1886년부터 1908년까지 벨기에의 레오폴 2세는 콩고 자유국을 자신의 사유지로 통치했다. 1887년 7월 27일, 그는 프랑을 콩고 자유국과 루안다우룬디의 회계 자금으로 제정하는 왕실 법령을 발표했다. 1890년, 헬리고랜드잔지바르 조약은 루안다우룬디를 독일 제국의 아프리카 세력권에 포함시켰다. 그 결과, 독일령 동아프리카 루피는 루안다우룬디의 공식 통화가 되었고, 프랑이 루안다우룬디에서 계속 유통되었다. 1908년, 벨기에는 레오폴로부터 콩고의 직접적인 책임을 맡았고, 그 결과, 벨기에령 콩고는 라틴 통화 동맹의 일원이 되었다.

## 같이 보기
- 콩고 민주 공화국의 경제